# Central Japan Railway Company
Central Japan Railway Company (東海旅客鉄道株式会社?, Tōkai Ryokaku Tetsudō Kabushiki-gaisha) è una compagnia ferroviaria giapponese facente parte del Japan Railways Group.

## Linee

### Shinkansen
- Tōkaidō Shinkansen: Tokyo—Shin-Osaka, 552.6 km

### Linee tradizionali
- Linea principale Tōkaidō: Atami — Maibara, 341.3 km
- Linea Gotemba: Kōzu — Numazu, 60.2 km
- Linea Minobu: Fuji — Kōfu, 88.4 km
- Linea Iida: Toyohashi — Tatsuno, 195.7 km
- Linea Taketoyo (武豊線): Ōbu — Taketoyo, 19.3 km
- Linea principale Takayama: Gifu — Inotani, 189.2 km
- Linea principale Chūō: Shiojiri — Nagoya, 174.8 km
- Linea Taita: Tajimi — Mino-Ōta, 17.8 km
- Linea Jōhoku (城北線): Kachigawa — Biwajima, 11.2 km (i treni sono operati dalla società "Servizio di trasporto Tōkai" (東海交通事業), non dalla JR Central)
- Linea principale Kansai: Nagoya — Kameyama, 59.9 km
- Linea principale Kisei: Kameyama — Shingū, 180.2 km
- Linea Meishō: Matsusaka — Ise-Okitsu, 43.5 km
- Linea Sangū: Taki — Toba, 29.1 km